# Sindaci della Spezia
Di seguito l'elenco cronologico dei sindaci della Spezia e delle altre figure apicali equivalenti che si sono succedute nel corso della storia.

## Regno d'Italia (1860-1946)
| Periodo | Periodo | Primo cittadino                 | Partito                       | Carica                  | Note |
| ------- | ------- | ------------------------------- | ----------------------------- | ----------------------- | ---- |
| 1860    | 1862    | Giovanni Battista De Nobili     |                               | Sindaco                 |      |
| 1863    | 1865    | Filippo Castagnola              |                               | Sindaco                 |      |
| 1865    | 1865    | Sebastiano Questa               |                               | Sindaco                 |      |
| 1865    | 1865    | Gaspare Bolla                   |                               | Regio commissario       |      |
| 1865    | 1866    | Filippo Bersolese               |                               | Sindaco                 |      |
| 1866    | 1868    | Giovanni Battista Cozzani-Massa |                               | Sindaco                 |      |
| 1869    | 1871    | Giovanni Battista De Nobili     |                               | Sindaco                 |      |
| 1872    | 1872    | Lorenzo Chiappetti              |                               | facente funzioni        |      |
| 1872    | 1873    | Paolo Boracchia                 |                               | Sindaco                 |      |
| 1873    | 1876    | Filippo Bruschi                 |                               | facente funzioni        |      |
| 1876    | 1880    | Filippo Bruschi                 |                               | Sindaco                 |      |
| 1880    | 1882    | Ambrogio D'Oria                 |                               | facente funzioni        |      |
| 1882    | 1884    | Filippo Buschi                  |                               | Sindaco                 |      |
| 1884    | 1884    | Raffaele De Nobili              |                               | Sindaco                 |      |
| 1884    | 1889    | Bartolomeo Ricco                |                               | Sindaco                 |      |
| 1889    | 1890    | Gio Batta Paita                 |                               | Sindaco                 |      |
| 1890    | 1891    | Giulio Fecia Di Cossato         |                               | Regio commissario       |      |
| 1891    | 1892    | Erminio Pontremoli              |                               | Sindaco                 |      |
| 1892    | 1892    | Ruggero Colombo                 |                               | Sindaco                 |      |
| 1892    | 1892    | Giulio Della Torre              |                               | facente funzioni        |      |
| 1892    | 1893    | Gio Batta Paita                 |                               | Sindaco                 |      |
| 1893    | 1893    | Mario Rebucci                   |                               | Regio commissario       |      |
| 1893    | 1897    | Gio Batta Paita                 |                               | Sindaco                 |      |
| 1897    | 1897    | Enrico Ruffini                  |                               | Regio commissario       |      |
| 1897    | 1902    | Giulio Beverini                 |                               | Sindaco                 |      |
| 1902    | 1902    | Giulio Castagnola               |                               | facente funzioni        |      |
| 1902    | 1902    | Vittorio Menzinger              |                               | Regio commissario       |      |
| 1902    | 1904    | Giulio Della Torre              |                               | Sindaco                 |      |
| 1904    | 1906    | Luigi De Nobili                 |                               | Sindaco                 |      |
| 1906    | 1908    | Giuseppe Falconi                |                               | Sindaco                 |      |
| 1908    | 1908    | Italo Bragiani                  |                               | Commissario prefettizio |      |
| 1908    | 1909    | Giuseppe Falconi                |                               | Sindaco                 |      |
| 1909    | 1909    | Gerolamo Baiardi                |                               | Regio commissario       |      |
| 1909    | 1910    | Andrea Di Negro                 |                               | Sindaco                 |      |
| 1910    | 1911    | Arturo Paci                     |                               | Sindaco                 |      |
| 1911    | 1913    | Domenico Giachino               |                               | Sindaco                 |      |
| 1913    | 1915    | Luigi Sindico                   |                               | Sindaco                 |      |
| 1915    | 1917    | Luigi Piola                     |                               | Sindaco                 |      |
| 1917    | 1919    | Ernesto Vergara                 |                               | Regio commissario       |      |
| 1919    | 1920    | Eugenio Violardi                |                               | Regio commissario       |      |
| 1920    | 1920    | Giuseppe Lanconi                |                               | Regio commissario       |      |
| 1920    | 1924    | Ezio Pontremoli                 |                               | Sindaco                 |      |
| 1924    | 1924    | Umberto Albini                  |                               | Commissario prefettizio |      |
| 1924    | 1925    | Giovanni Battista Fronteri      |                               | Regio commissario       |      |
| 1925    | 1925    | Ottavio Dinale                  |                               | Regio commissario       |      |
| 1925    | 1927    | Emilio Merani                   | Partito Nazionale Fascista    | Sindaco                 |      |
| 1927    | 1927    | Saverio Nasalli Rocca           |                               | Commissario prefettizio |      |
| 1927    | 1929    | Saverio Nasalli Rocca           | Partito Nazionale Fascista    | Podestà                 |      |
| 1929    | 1932    | Stefano Scozzarella             |                               | Regio commissario       |      |
| 1932    | 1935    | Giulio Bertagna                 | Partito Nazionale Fascista    | Podestà                 |      |
| 1935    | 1938    | Enzo Toracca                    | Partito Nazionale Fascista    | Podestà                 |      |
| 1938    | 1943    | Tullio Dall'Ara                 | Partito Nazionale Fascista    | Podestà                 |      |
| 1943    | 1944    | Mario Arillo                    |                               | Commissario prefettizio |      |
| 1944    | 1944    | Guido Corbia                    | Partito Fascista Repubblicano | Podestà                 |      |
| 1944    | 1944    | Giovanni Appiani                |                               | Commissario prefettizio |      |
| 1944    | 1945    | Mario Cecchi                    | Partito Fascista Repubblicano | Podestà                 |      |
| 1945    | 1946    | Agostino Bronzi                 | Partito Socialista Italiano   | Sindaco                 |      |

## Repubblica Italiana (dal 1946)
| Sindaci eletti dal Consiglio comunale (1946-1993)    | Sindaci eletti dal Consiglio comunale (1946-1993) | Sindaci eletti dal Consiglio comunale (1946-1993) | Sindaci eletti dal Consiglio comunale (1946-1993) | Sindaci eletti dal Consiglio comunale (1946-1993) | Sindaci eletti dal Consiglio comunale (1946-1993) | Sindaci eletti dal Consiglio comunale (1946-1993) | Sindaci eletti dal Consiglio comunale (1946-1993) | Sindaci eletti dal Consiglio comunale (1946-1993) |
| Nominativo                                           | Nominativo                                        | Partito                                           | Partito                                           | Partito                                           | Partito                                           | Mandato                                           | Mandato                                           | Elezione                                          |
| Nominativo                                           | Nominativo                                        | Partito                                           | Partito                                           | Partito                                           | Partito                                           | Inizio                                            | Fine                                              | Elezione                                          |
| ---------------------------------------------------- | ------------------------------------------------- | ------------------------------------------------- | ------------------------------------------------- | ------------------------------------------------- | ------------------------------------------------- | ------------------------------------------------- | ------------------------------------------------- | ------------------------------------------------- |
|                                                      | Osvaldo Prosperi                                  |                                                   | Partito Comunista Italiano                        | Partito Comunista Italiano                        | Partito Comunista Italiano                        | 1946                                              | 1951                                              | Elezione 1946                                     |
|                                                      | Varese Antoni                                     |                                                   | Partito Comunista Italiano                        | Partito Comunista Italiano                        | Partito Comunista Italiano                        | 1951                                              | 1956                                              | Elezione 1951                                     |
| 1956                                                 | Varese Antoni                                     | 1957                                              | Partito Comunista Italiano                        | Partito Comunista Italiano                        | Partito Comunista Italiano                        | Elezione 1956                                     |                                                   |                                                   |
|                                                      | Carlo Alberto Federici                            |                                                   | Democrazia Cristiana                              | Democrazia Cristiana                              | Democrazia Cristiana                              | 1957                                              | 1960                                              | Elezione 1957                                     |
| 1960                                                 | Carlo Alberto Federici                            | 1965                                              | Democrazia Cristiana                              | Democrazia Cristiana                              | Democrazia Cristiana                              | Elezione 1960                                     |                                                   |                                                   |
|                                                      | Ezio Musiani                                      |                                                   | Democrazia Cristiana                              | Democrazia Cristiana                              | Democrazia Cristiana                              | 1965                                              | 1969                                              | Elezione 1964                                     |
|                                                      | Ettore Spora                                      |                                                   | Democrazia Cristiana                              | Democrazia Cristiana                              | Democrazia Cristiana                              | settembre 1969                                    | novembre 1969                                     | Elezione 1964                                     |
|                                                      | Oreste Goffredi (Commissario prefettizio)         | –                                                 | –                                                 | –                                                 | –                                                 | 1969                                              | 1970                                              | –                                                 |
|                                                      | Bruno Ferdeghini                                  |                                                   | Partito Repubblicano Italiano                     | Partito Repubblicano Italiano                     | Partito Repubblicano Italiano                     | novembre 1970                                     | maggio 1971                                       | Elezione 1970                                     |
|                                                      | Walter Corsini                                    |                                                   | Democrazia Cristiana                              | Democrazia Cristiana                              | Democrazia Cristiana                              | maggio 1971                                       | luglio 1971                                       | Elezione 1970                                     |
|                                                      | Varese Antoni                                     |                                                   | Partito Comunista Italiano                        | Partito Comunista Italiano                        | Partito Comunista Italiano                        | luglio 1971                                       | 1972                                              | Elezione 1970                                     |
|                                                      | Giuseppe Foti (Commissario prefettizio)           | –                                                 | –                                                 | –                                                 | –                                                 | 1972                                              | 1973                                              | –                                                 |
|                                                      | Varese Antoni                                     |                                                   | Partito Comunista Italiano                        | Partito Comunista Italiano                        | Partito Comunista Italiano                        | 1973                                              | 1975                                              | Elezione 1972                                     |
| 1975                                                 | Varese Antoni                                     | 1976                                              | Partito Comunista Italiano                        | Partito Comunista Italiano                        | Partito Comunista Italiano                        | Elezione 1975                                     |                                                   |                                                   |
|                                                      | Aldo Giacché                                      |                                                   | Partito Comunista Italiano                        | Partito Comunista Italiano                        | Partito Comunista Italiano                        | Elezione 1975                                     | 1976                                              | 1980                                              |
| 1980                                                 | Aldo Giacché                                      | 1983                                              | Partito Comunista Italiano                        | Partito Comunista Italiano                        | Partito Comunista Italiano                        | Elezione 1980                                     |                                                   |                                                   |
|                                                      | Sandro Bertagna                                   |                                                   | Partito Comunista Italiano                        | Partito Comunista Italiano                        | Partito Comunista Italiano                        | Elezione 1980                                     | 1983                                              | 1985                                              |
|                                                      | Bruno Montefiori                                  |                                                   | Partito Socialista Italiano                       | Partito Socialista Italiano                       | Partito Socialista Italiano                       | 1985                                              | 1990                                              | Elezione 1985                                     |
|                                                      | Gianluigi Burrafato                               |                                                   | Partito Socialista Italiano                       | Partito Socialista Italiano                       | Partito Socialista Italiano                       | 1990                                              | 1992                                              | Elezione 1990                                     |
|                                                      | Flavio Luigi Bertone                              |                                                   | Partito Democratico della Sinistra                | Partito Democratico della Sinistra                | Partito Democratico della Sinistra                | 1992                                              | 1993                                              | Elezione 1990                                     |
|                                                      | Vittorio Norelli (Commissario prefettizio)        | –                                                 | –                                                 | –                                                 | –                                                 | 5 giugno 1993                                     | 5 dicembre 1993                                   | –                                                 |
| Sindaci eletti direttamente dai cittadini (dal 1993) |                                                   |                                                   |                                                   |                                                   |                                                   |                                                   |                                                   |                                                   |
| Nominativo                                           | Nominativo                                        | Partito                                           | Partito                                           | Coalizione                                        | Coalizione                                        | Mandato                                           | Mandato                                           | Elezione                                          |
| Nominativo                                           | Nominativo                                        | Partito                                           | Partito                                           | Coalizione                                        | Coalizione                                        | Inizio                                            | Fine                                              | Elezione                                          |
|                                                      | Roberto Lucio Rosaia                              |                                                   | Alleanza Democratica                              |                                                   | PDS-AD-FdV                                        | 21 novembre 1993                                  | 16 novembre 1997                                  | Elezione 1993                                     |
|                                                      | Giorgio Pagano                                    |                                                   | Partito Democratico della Sinistra                |                                                   | PDS-PRC-PPI-AD-SI                                 | 16 novembre 1997                                  | 26 maggio 2002                                    | Elezione 1997                                     |
|                                                      | Giorgio Pagano                                    | Democratici di Sinistra                           |                                                   | DS-DL-PRC-SDI                                     | 26 maggio 2002                                    | 27 maggio 2007                                    | Elezione 2002                                     |                                                   |
|                                                      | Massimo Federici                                  |                                                   | Democratici di Sinistra                           |                                                   | DS-DL-PRC-PdCI-IdV                                | 27 maggio 2007                                    | 6 maggio 2012                                     | Elezione 2007                                     |
|                                                      | Massimo Federici                                  | Partito Democratico                               |                                                   | PD-SEL-FdS-PSI-IdV                                | 6 maggio 2012                                     | 29 giugno 2017                                    | Elezione 2012                                     |                                                   |
|                                                      | Pierluigi Peracchini                              |                                                   | Indipendente                                      |                                                   | LN-FI-FdI-L. Toti-AP-L. civiche                   | 29 giugno 2017                                    | 14 giugno 2022                                    | Elezione 2017                                     |
|                                                      | Pierluigi Peracchini                              | FdI-FI-Lega-L. Toti-L. civiche                    | Indipendente                                      | 14 giugno 2022                                    | in carica                                         | Elezione 2022                                     |                                                   |                                                   |